# Sergio Osmeña

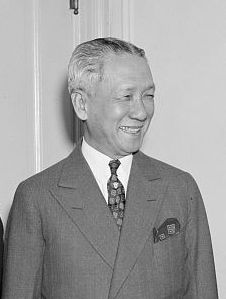

Sergio Osmeña y Suico (9 september 1878 – 19 oktober 1961), mer känd som Sergio Osmeña, Sr., var en filippinsk politiker. Han var Filippinernas fjärde president 1944-1946, efter ha varit vicepresident under Manuel Quezon.
Politisk karriär:
- Guvernör i Cebu 1905-1907.
- Ledamot av representanthuset i Filippinerna 1907-1922.
- Senator i Filippinerna 1922-1935.
- Vicepresident 1935-1944.
- President 1944-1946.

Sergio Osmeñas avkomlingar i flera led har innehaft ett antal ledande roller inom Filippinernas politik, med en son och två sonsöner som blev senatorer, en annan sonson som blev guvernör, och en som blev borgmästare i Cebu City.